# Marek Siudym (współautor Sondy)
Marek Siudym – polski twórca telewizyjny, współpracownik popularnonaukowego programu Eureka, a przede wszystkim wieloletni współtwórca programu Sonda.
Od 14. roku życia posiadał kamerę filmową, dzięki czemu nabył sporo doświadczenia jeszcze przed podjęciem pracy. W czasie studiów pracował w prasie studenckiej Politechniki Wrocławskiej jako fotoreporter. Jest absolwentem fizyki technicznej PWr oraz dziennikarstwa na Uniwersytecie Warszawskim.
Pracę w telewizji podjął w trakcie wakacyjnych praktyk studenckich w lecie 1975 w czasie relacji z misji Sojuz-Apollo. Dzięki dobrej znajomości języka angielskiego został w telewizji na stałe. Od lata 1976 pracował w redakcji Eureki.
Po zawieszeniu Eureki od października 1977 razem z Andrzejem Kurkiem i Zdzisławem Kamińskim jako autor scenariuszy i kamerzysta współtworzył – z przerwą w stanie wojennym – niezwykle popularny (w szczycie 30% widowni, 6 mln widzów) program popularnonaukowy Sonda. Z pracy nad Sondą zrezygnował w maju 1986 roku.
Jest autorem teledysku do utworu Atak serca zespołu MadMax braci Puczyńskich.
W 2012 roku ukazała się jego wspomnieniowa książka poświęcona programowi Sonda pt. 18.20 Sonda .